# Rebecca Downes
Rebecca Downes (geboren in Wolverhampton) ist eine britische Singer-Songwriterin, deren Musik Blues, Soul, Jazz und Rock umfasst. Sie wird mit Tina Turner und Janis Joplin verglichen.

## Leben
Im April 2017 gründete sie die Musikrechtefirma Rebecca Downes Music Limited sowie ihr eigenes Independent-Label Mad Hat Records, bei dem von nun an alle Tonträger von Rebecca Downes erscheinen sollen. Zudem wurden alle Rechte für die bereits erschienenen Downes-Alben erworben. Der Eigner der Mad Hat Studios in Wolverhampton-Coven, Mark Viner Stuart, war mit der entsprechenden Namensgebung offenbar einverstanden.
Ihre Kompositionen schreibt sie meistens gemeinsam mit ihrem Gitarristen und engen Freund Steve Birkett.
Downes lebt und arbeitet in Birmingham.

## Diskografie
- 2012: Real Life (EP)
- 2014: Back To The Start (2R2Records)
- 2016: Believe
- 2019: More Sinner Than Saint (Mad Hat Records)

## Auszeichnungen
- 2016: British Blues Awards in den Kategorien „Female Vocalist of the Year“ und „Emerging Artist of the Year“[5]
- 2018: UK Blues Award in der Kategorie „Female Blues Vocalist of the Year“